# Metropolia krakowska
Metropolia krakowska – jedna z 14 metropolii obrządku łacińskiego w polskim Kościele katolickim, obejmująca obecnie: archidiecezję krakowską, diecezję tarnowską, diecezję kielecką oraz diecezję bielsko-żywiecką.
Powstała w 1925 roku w początkowym składzie: archidiecezja krakowska, diecezja częstochowska, diecezja katowicka, diecezja kielecka oraz diecezja tarnowska (od 1992 diecezje w Częstochowie i Katowicach są stolicami własnych metropolii).

## Diecezje wchodzące w skład metropolii
1. archidiecezja krakowska
2. diecezja tarnowska
3. diecezja kielecka
4. diecezja bielsko-żywiecka

## Biskupi metropolii

### Biskupi diecezjalni
1. Metropolita: ks. abp Marek Jędraszewski (od 2017) (Kraków)
2. Sufragan: ks. bp Andrzej Jeż (od 2012) (Tarnów)
3. Sufragan: ks. bp Jan Piotrowski (od 2014) (Kielce)
4. Sufragan: ks. bp Roman Pindel (od 2013) (Bielsko-Biała)

### Biskupi pomocniczy
1. ks. bp Damian Muskus OFM (od 2011) (Kraków)
2. ks. bp Janusz Mastalski (od 2019) (Kraków)
3. ks. bp Robert Chrząszcz (od 2021) (Kraków)
4. ks. bp Stanisław Salaterski (od 2014) (Tarnów)
5. ks. bp Leszek Leszkiewicz (od 2016) (Tarnów)
6. ks. bp Marian Florczyk (od 1998) (Kielce)
7. ks. bp Andrzej Kaleta (od 2017) (Kielce)
8. ks. bp Piotr Greger (od 2011) (Bielsko-Biała)

### Biskupi seniorzy
1. ks. kard. Stanisław Dziwisz (od 2016) (Kraków)
2. ks. bp Jan Zając (od 2014) (Kraków)
3. ks. bp Jan Szkodoń (od 2022) (Kraków)
4. ks. bp Tadeusz Rakoczy (od 2013) (Bielsko-Biała)

## Galeria

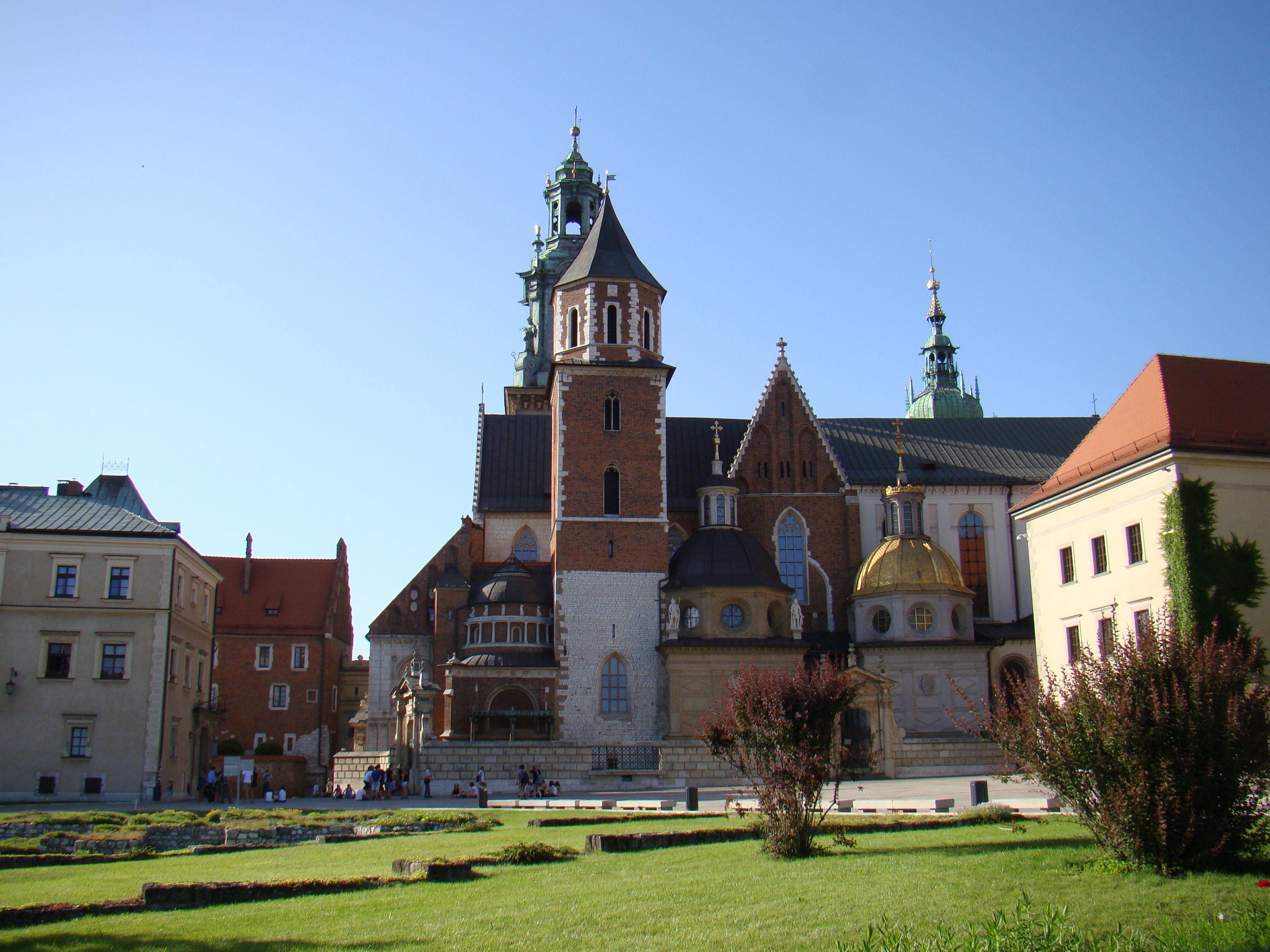
Bazylika archikatedralna pod wezwaniem św. Stanisława i św. Wacława w Krakowie
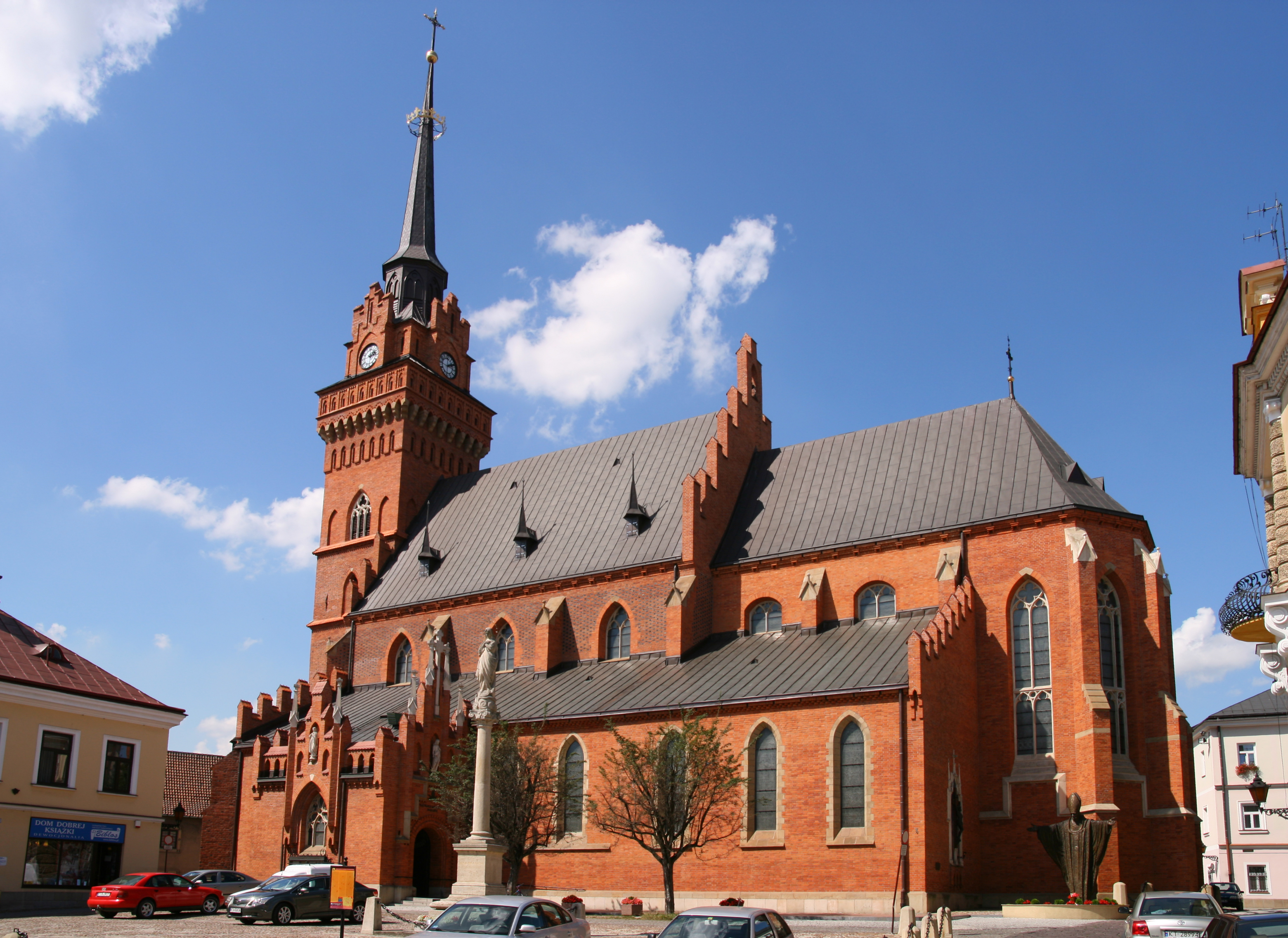
Bazylika katedralna pod wezwaniem Narodzenia Najświętszej Maryi Panny w Tarnowie
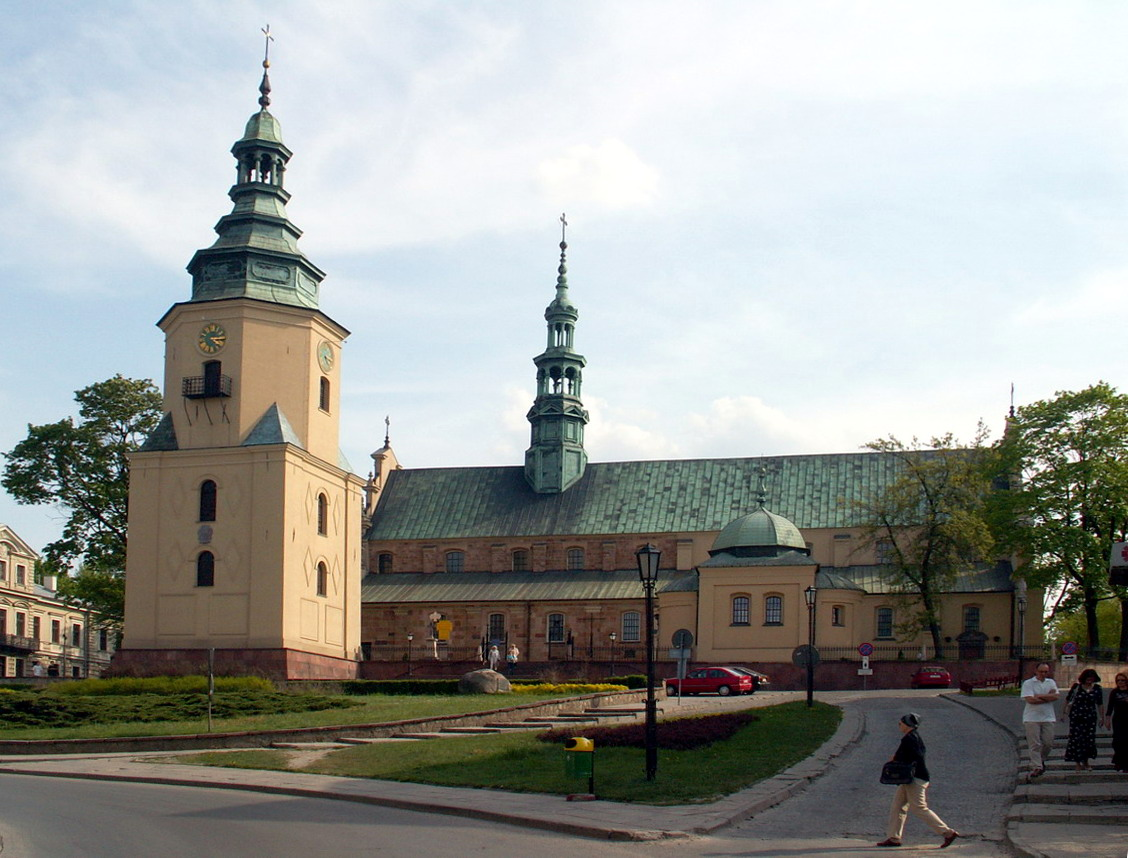
Bazylika katedralna pod wezwaniem Wniebowzięcia Najświętszej Maryi Panny w Kielcach
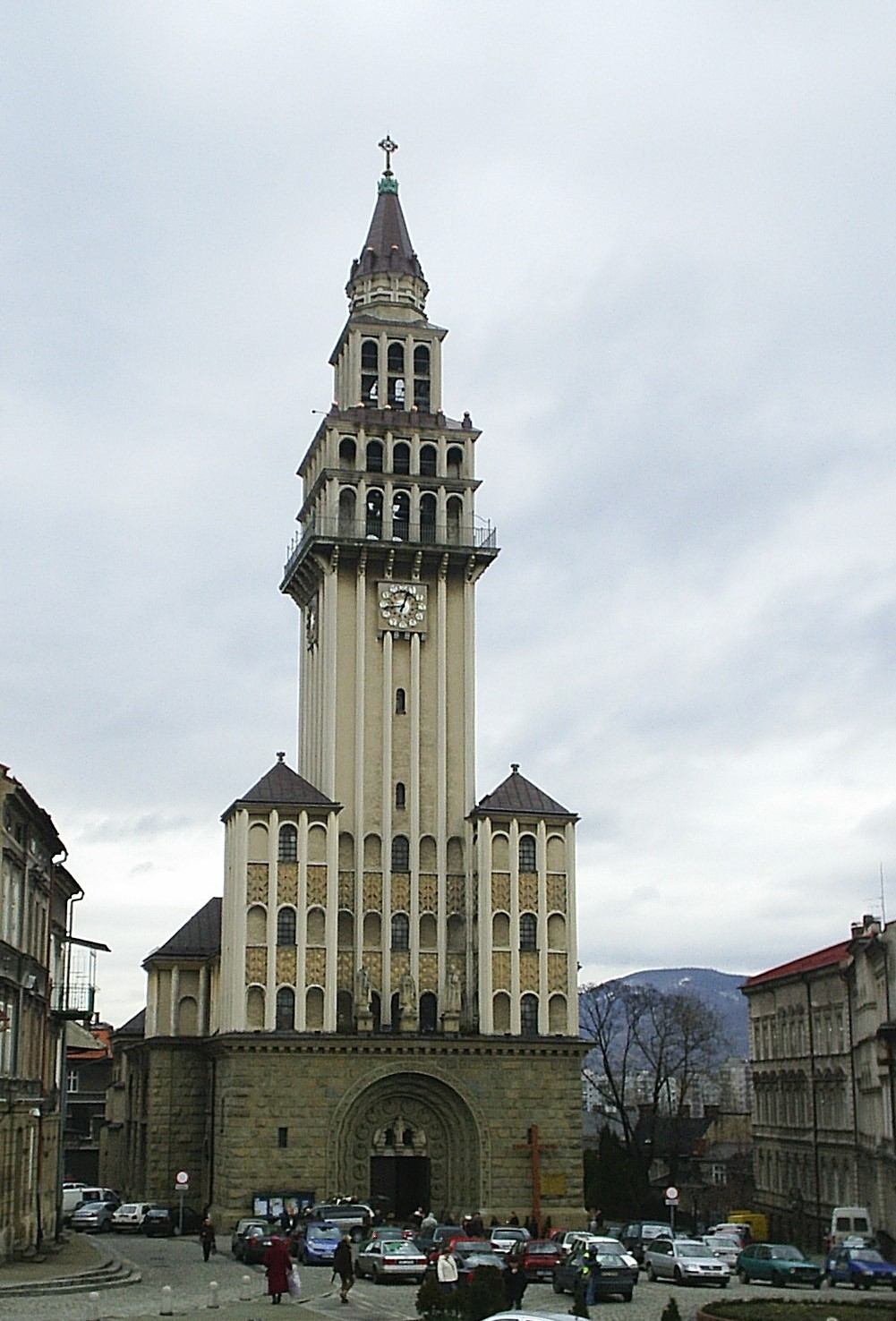
Katedra pod wezwaniem św. Mikołaja w Bielsku-Białej